# 7月7日
7月7日（しちがつなのか、なながつなのか）は、グレゴリオ暦で年始から188日目（閏年では189日目）にあたり、年末まであと177日ある。

## できごと

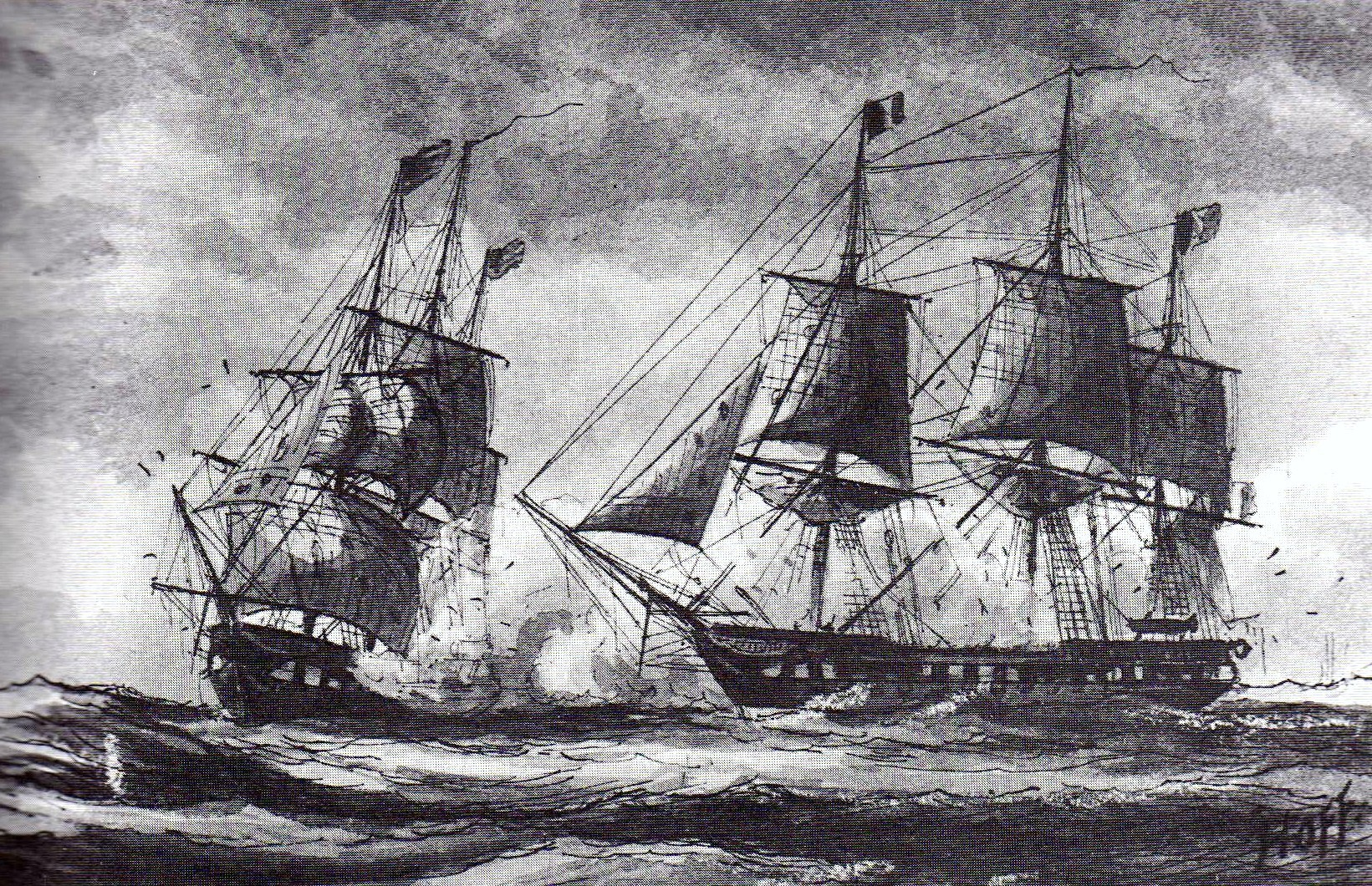
アメリカ合衆国とフランスの擬似戦争開戦(1794)。宣戦布告なき戦いのためこの名がある

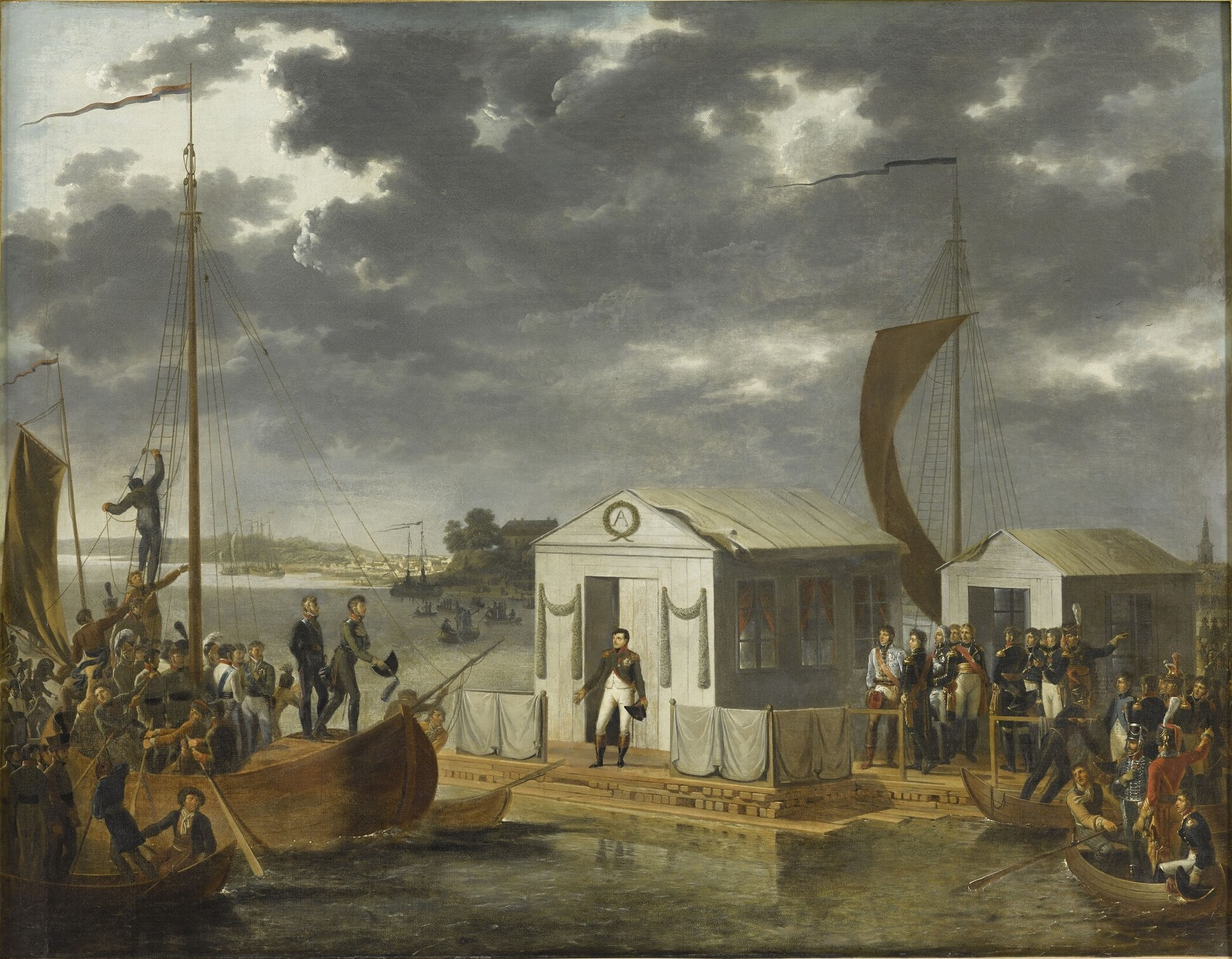
フランスとロシア、ティルジットの和約を結ぶ(1807)

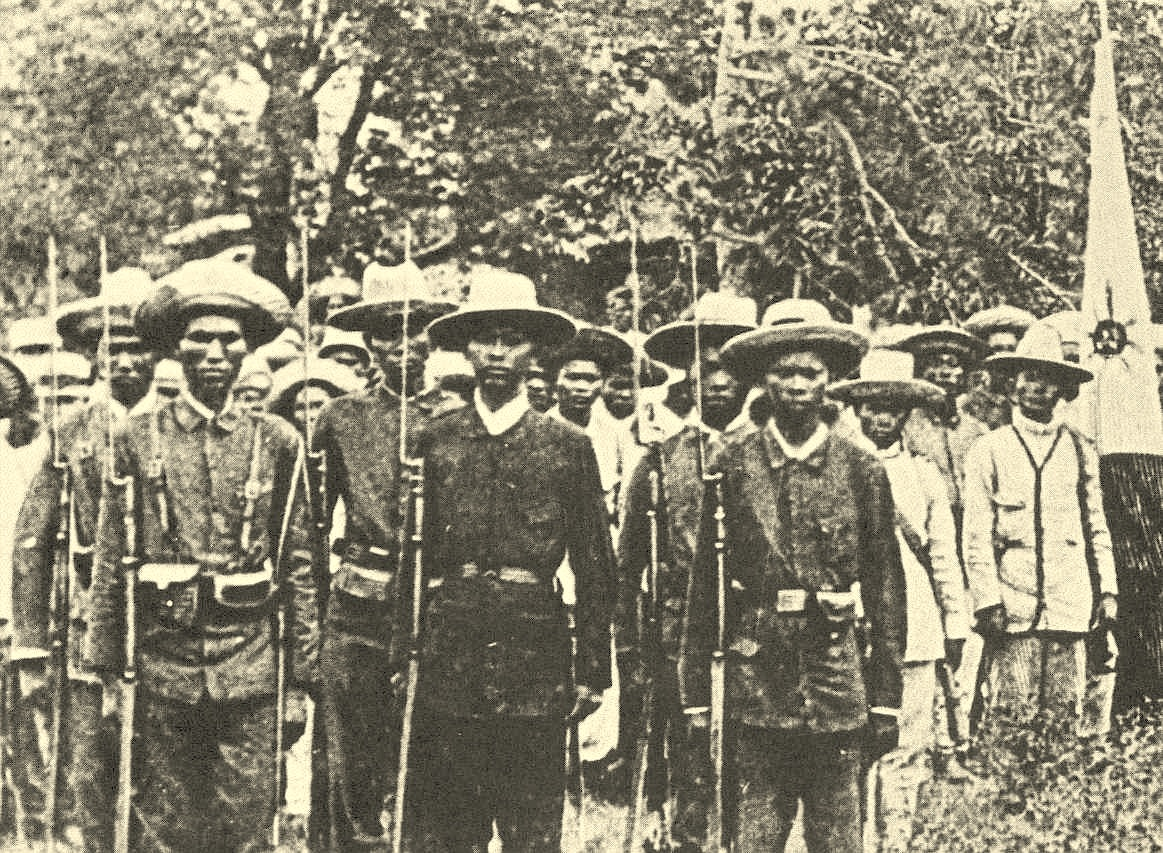
フィリピンで独立運動組織カティプナン結成(1892)

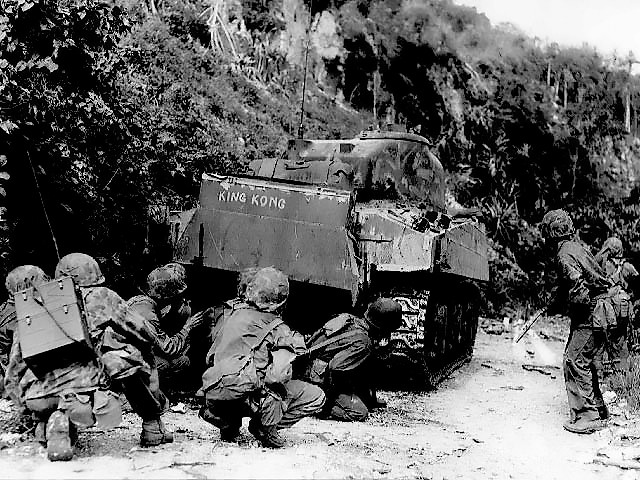
サイパン玉砕(1944)。画像は8日、島北端を掃討する米軍

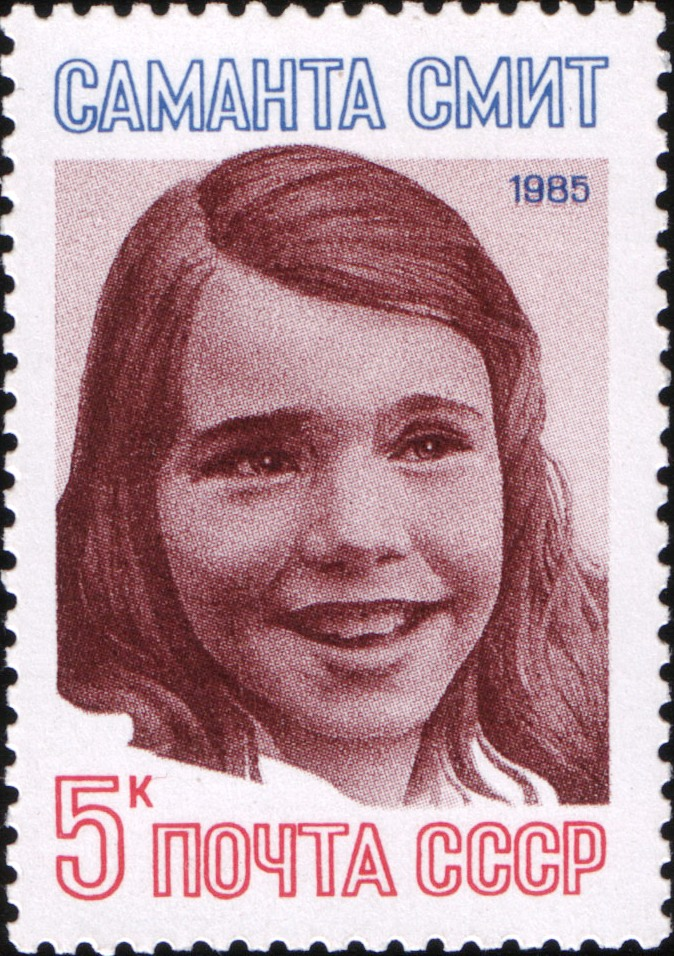
11歳のサマンサ・スミス、アメリカ合衆国史上最年少の親善大使としてソ連を訪問(1983)

- 1333年（正慶2年/元弘3年5月25日） - 持明院統の光厳天皇が京都に復帰した後醍醐天皇によって廃位される。
- 1456年 - ルーアンにて25年前のジャンヌ・ダルクの処刑裁判の判決破棄を宣言。
- 1541年（天文10年6月14日） - 武田晴信（後の信玄）が父・信虎を甲斐から追放。
- 1777年 - アメリカ独立戦争: ハバードトンの戦い。
- 1798年 - 擬似戦争: フランスの私掠船によるアメリカ商船への攻撃を受け、アメリカ議会がフランスとの条約を破棄。実質的な戦争の開戦。
- 1807年 - ナポレオン戦争: フランスとロシアがティルジットの和約を締結。
- 1884年 - 華族令制定、華族は公・侯・伯・子・男の五段階の爵位にランク付けられ特権階級として規定された。
- 1884年 - 岩崎弥太郎が工部省長崎造船局の払下げを受け、長崎造船所として造船事業を始める。現在の三菱重工業。
- 1892年 - フィリピンでアンドレス・ボニファシオらがスペインからの独立運動組織カティプナンを結成。
- 1898年 - ハワイのアメリカ合衆国への併合、ハワイ準州（Territory of Hawaii）の設立を定めたニューランズ決議が発効。
- 1919年 - カルピス販売開始。
- 1921年 - 神戸市の三菱、川崎の両造船所でストライキが発生。3万5000人が参加[1]。
- 1937年 - 盧溝橋事件。日中戦争（支那事変）の発端に[2]。
- 1940年 - 日本で奢侈品等製造販売制限規則（七・七禁令）施行。
- 1940年 - 沖縄県八重山諸島に台風が接近して家屋705戸が倒壊する被害[3]。
- 1941年 - 第二次世界大戦: アイスランドにアメリカ軍が駐留。
- 1944年 - 第二次世界大戦・サイパンの戦い: サイパン島の日本軍守備隊が玉砕。
- 1945年 - 日本海軍のロケット戦闘機秋水が初飛行するが、燃料タンクの問題によって墜落し、パイロットが死亡する。
- 1945年 - カラゴン事件[4]。
- 1946年 - アメリカ陸軍の試作偵察機XF-11が初飛行で墜落し、操縦していたハワード・ヒューズが大怪我を負う。
- 1946年 - 神戸拘置所から49人（日本人31人、朝鮮人18人）が集団逃走[5]。
- 1952年 - 大須事件。名古屋市中区大須でデモ隊と警官隊が衝突。121人を逮捕。
- 1956年 - 世界第13位の高峰ガッシャーブルムII峰がフリッツ・モラベック（英語版）により初登頂。
- 1959年 - しし座α星レグルスの金星による食が発生。
- 1968年 - 第8回参議院議員通常選挙。石原慎太郎・青島幸男・横山ノックら多くのタレント議員が誕生。
- 1969年 - カナダで公用語法（en:Official Languages Act (Canada)）が成立。英語・フランス語双方が公用語に規定される。
- 1970年 - 韓国で京釜高速道路が全線開通。
- 1970年 - 日本初のファミリーレストラン・すかいらーく国立店が開店。
- 1971年 - 大阪市で佐治敬三らが関西公共広告機構（現・ACジャパン）を設立[6]。
- 1972年 - 田中角榮が54歳の戦後最年少（当時）で内閣総理大臣に就任。第1次田中角榮内閣発足。
- 1973年 - 岐阜市柳ヶ瀬で大火。繁華街の110軒が全半焼し、消防士ら6人が負傷[7]。
- 1974年 - 第10回参議院議員通常選挙。一部地域を除き即日開票され、結果は保革伯仲の構図となった。投票率は73.2%。
- 1974年 - 台風8号に刺激された梅雨前線が日本各地に集中豪雨をもたらした（七夕豪雨）。
- 1974年 - サッカーワールドカップ・西ドイツ大会で開催国の西ドイツが優勝する。
- 1977年 - 広島高裁、「加藤老事件」の加藤新一被告に無罪判決。
- 1978年 - ソロモン諸島がイギリスより独立。
- 1979年 - 都ホテル東京（現在のシェラトン都ホテル東京）が東京都港区白金台に開業[8]。
- 1983年 - 冷戦: 11歳のアメリカ人サマンサ・スミスがユーリ・アンドロポフに招待され「アメリカ史上最年少の親善大使」としてソ連を訪問。
- 1985年 - 西ドイツのボリス・ベッカーが大会史上最年少の17歳7カ月でウィンブルドン選手権男子シングルス優勝。
- 1988年 - ソビエト連邦が火星探査機フォボス1号を打ち上げる。
- 1991年 - ユーゴスラビア紛争・十日間戦争: ユーゴスラビアとスロベニアが停戦に合意（英語版）し、ユーゴスラビア軍がスロベニアから撤退。
- 1993年 - この年から始まったJリーグで鹿島アントラーズが浦和レッズを降し前期優勝を決める。
- 1996年 - 太田市パチンコ店女児失踪事件。
- 1998年 - 作曲家の吉田正に国民栄誉賞が贈られる（没後追贈）。
- 1998年 - 千葉ロッテマリーンズが日本プロ野球新となる17連敗を記録。
- 2001年 - 神戸市営地下鉄海岸線の三宮・花時計前駅 - 新長田駅間が開業。
- 2003年 - 能登空港開港。
- 2005年 - ロンドン同時爆破事件。
- 2005年 - 愛知県清須市が市制施行。
- 2006年 - 30年近く所在不明となっていた岡本太郎作の壁画『明日の神話』が汐留で公開される。
- 2009年 - マイケル・ジャクソンの追悼式が、ステイプルズセンターで行われる。
- 2015年 - 気象衛星ひまわり8号が、正式運用を開始する[9]。
- 2017年 - 核兵器禁止条約が採択される[10]。
- 2021年 - ジョブネル・モイーズ暗殺事件: ハイチのジョブネル・モイーズ大統領が自宅で暗殺される[11]。

## 誕生日

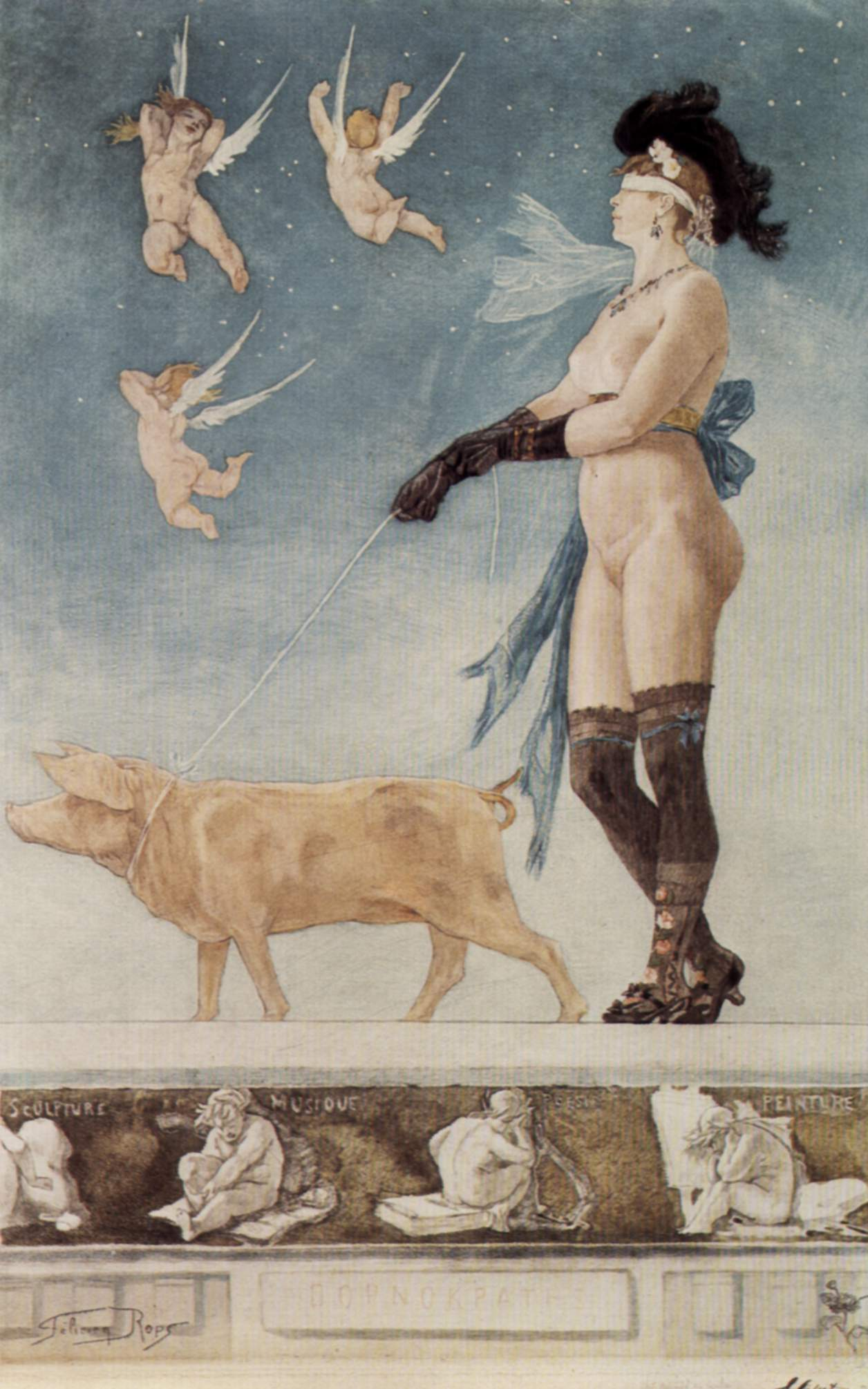
版画家フェリシアン・ロップス(1833-1898)誕生。画像は『ポルノクラート』(1896)

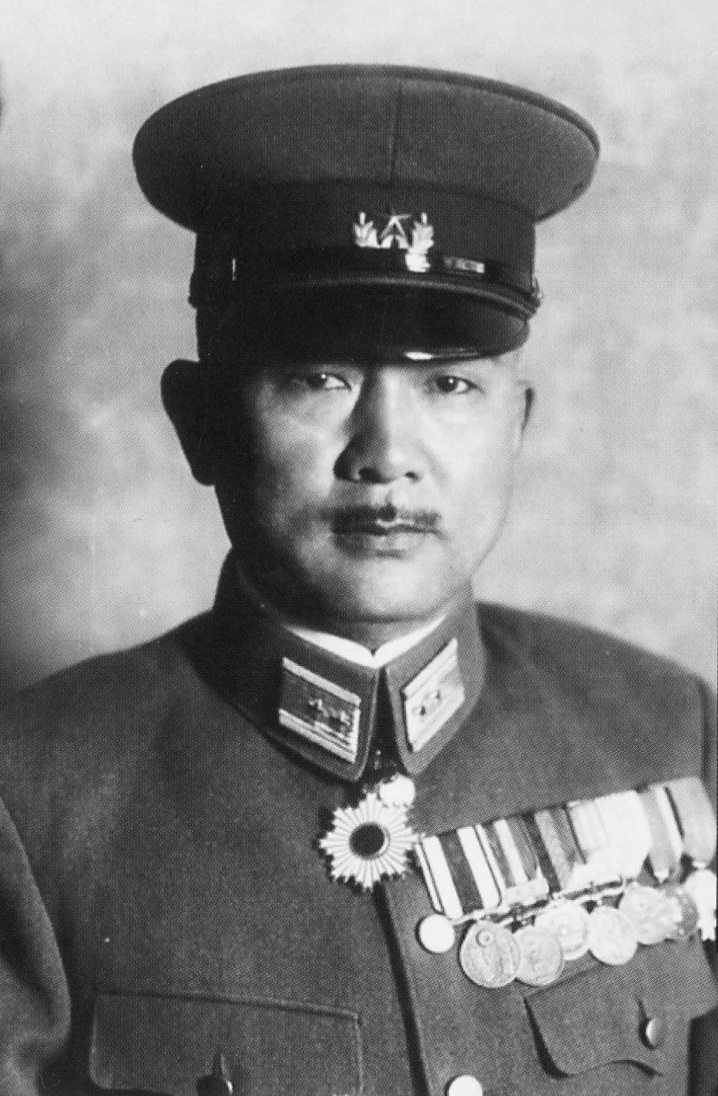
陸軍軍人、栗林忠道(1890-1945)

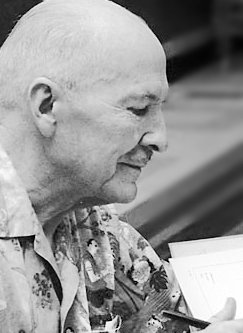
SF作家、ロバート・A・ハインライン(1907-1988)

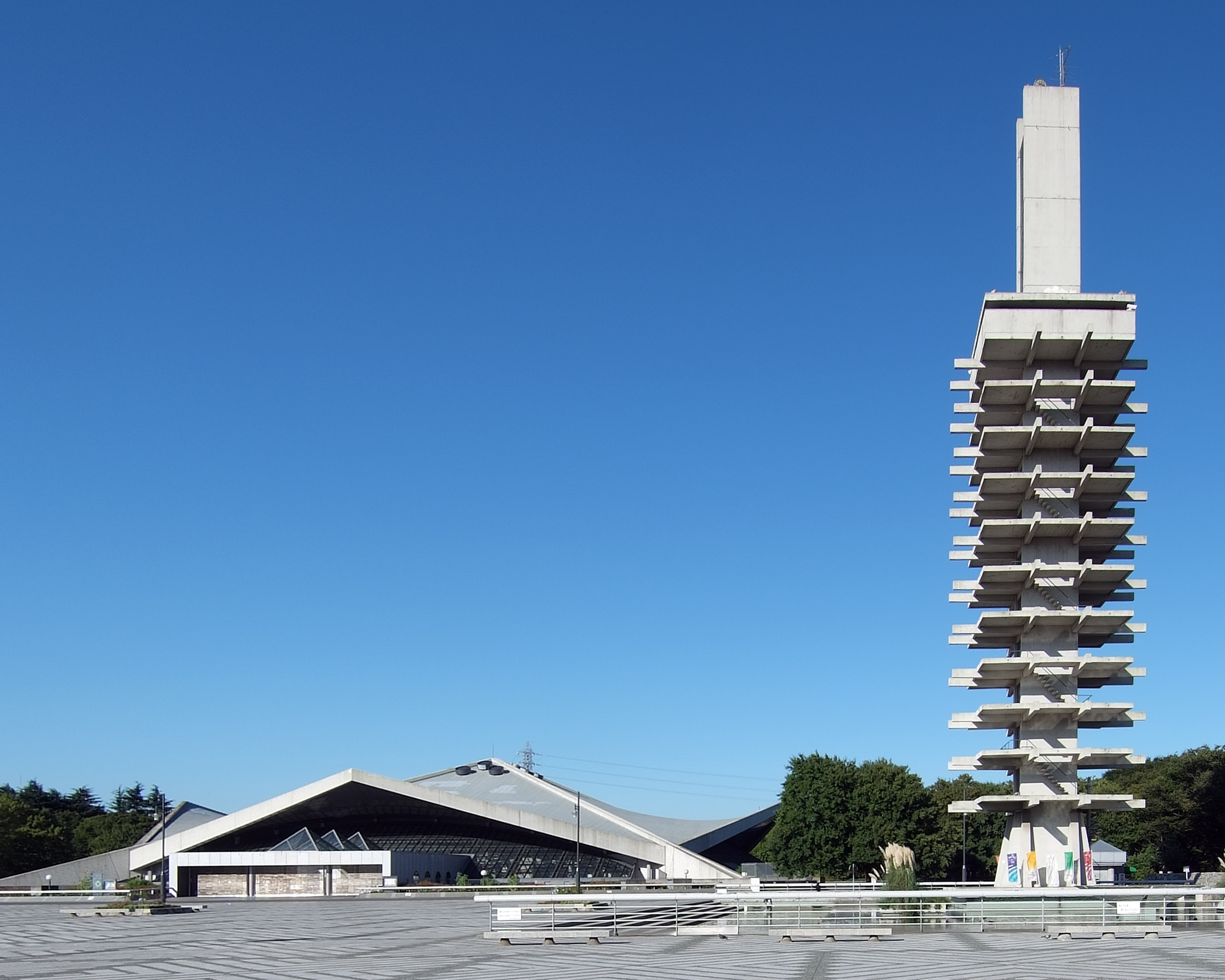
建築家、芦原義信(1918-2003)。画像はオリンピック駒沢体育館・管制塔(1964)

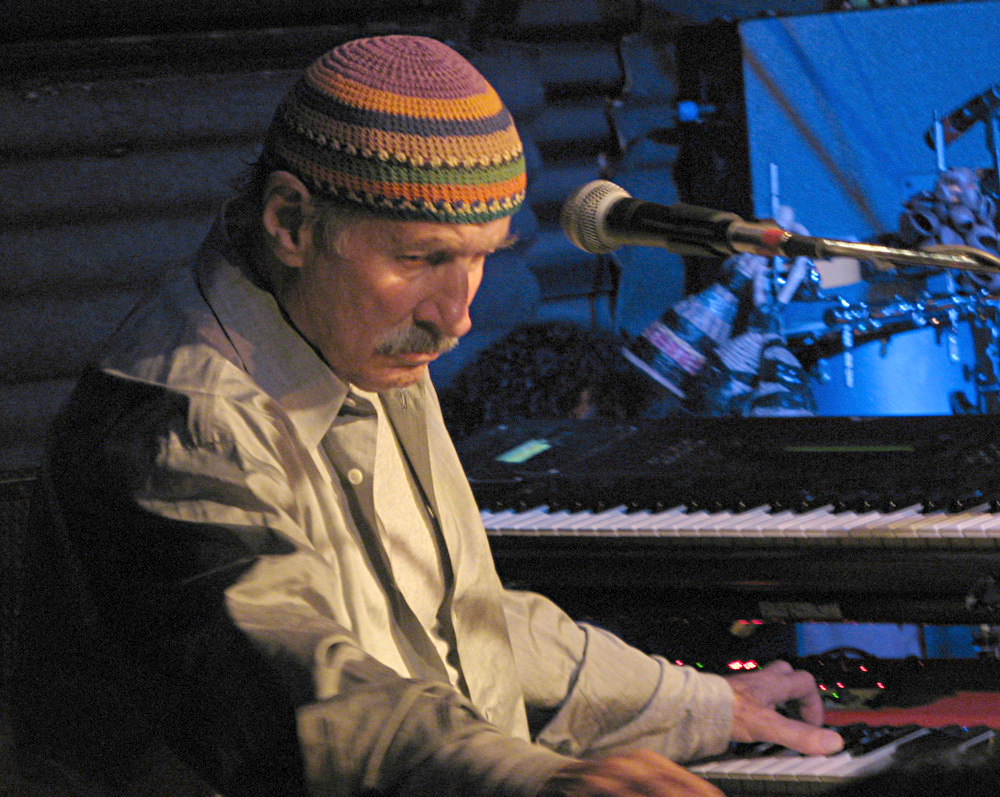
フュージョンのシンセサイザー奏者、ジョー・ザヴィヌル(1932-2007)

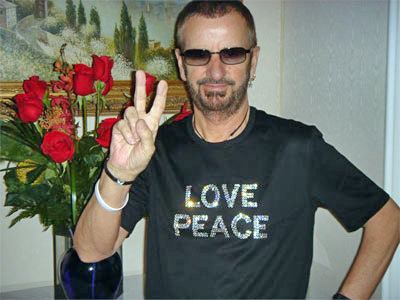
ドラマー、リンゴ・スター(1940-)

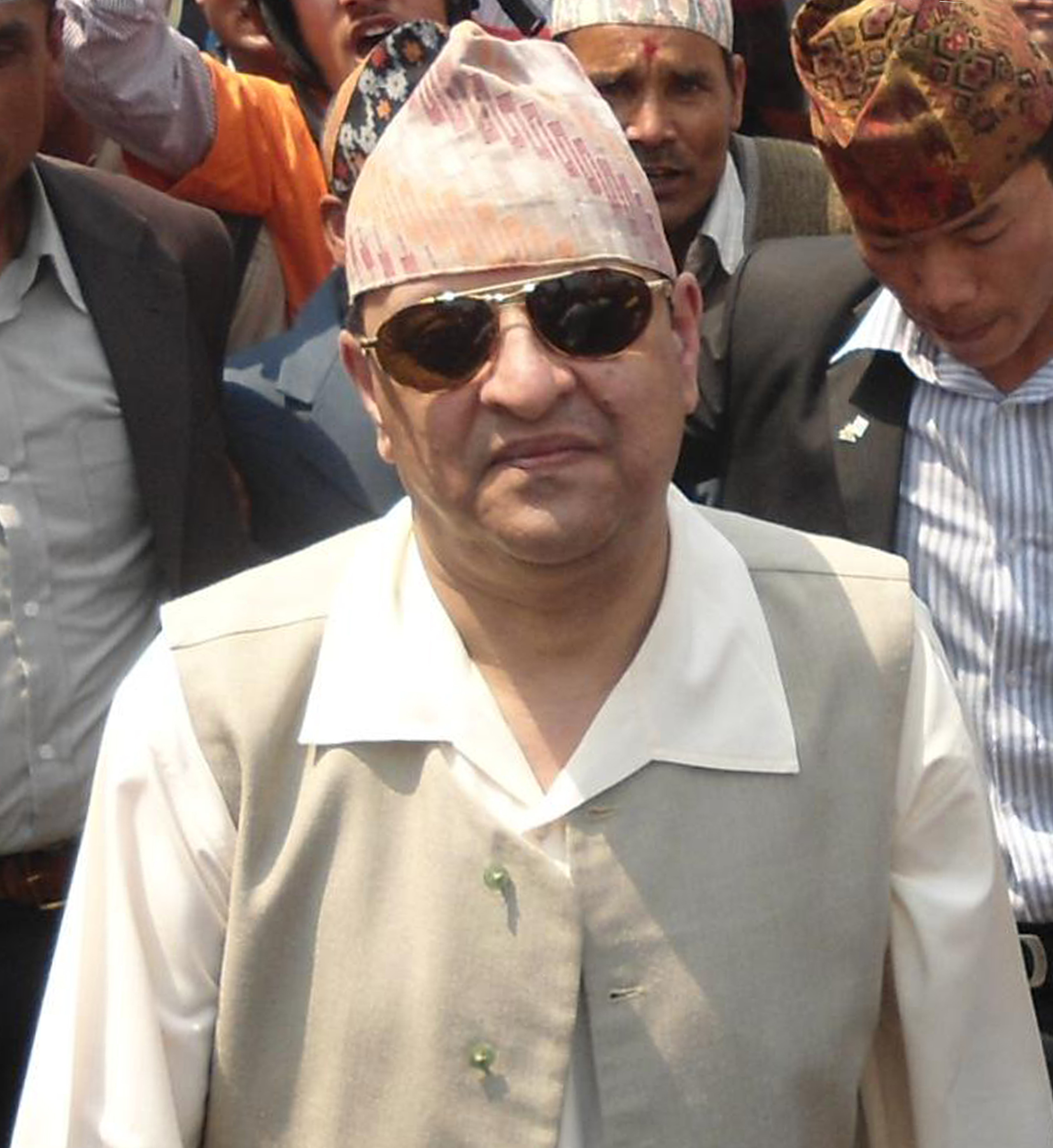
ネパール最後の国王、ギャネンドラ・ビール・ビクラム・シャハ(1947-)

- 1794年（寛政6年6月11日） - 井伊直亮、第14代彦根藩主（+ 1850年）
- 1816年 - ルドルフ・ウォルフ、天文学者（+ 1893年）
- 1833年 - フェリシアン・ロップス、画家、版画家（+ 1898年）
- 1843年 - ヒューゴ・サルムソン、画家（+ 1894年）
- 1860年 - グスタフ・マーラー、作曲家（+ 1911年）
- 1860年（万延元年5月19日） - 三宅雪嶺、哲学者、評論家（+ 1945年）
- 1883年 - 金田一国士、実業家（+ 1940年）
- 1887年 - マルク・シャガール、画家（+ 1985年）
- 1891年 - 栗林忠道、軍人、陸軍大将（+ 1945年）
- 1895年 - 南条徳男、弁護士、政治家（+ 1974年）
- 1899年 - ジョージ・キューカー、映画監督（+ 1983年）
- 1901年 - 円谷英二、特撮監督（+ 1970年）
- 1901年 - ヴィットリオ・デ・シーカ、映画監督、俳優（+ 1974年）
- 1904年 - 高木東六、作曲家（+ 2006年）
- 1906年 - サチェル・ペイジ、元プロ野球選手（+ 1982年）
- 1907年 - ロバート・A・ハインライン、SF作家（+ 1988年）
- 1910年 - 松本白鸚、歌舞伎役者（+ 1982年）
- 1910年 - 伊藤久男、歌手（+ 1983年）
- 1911年 - 橋岡俊平、アマチュアボクサー（+ 1978年）
- 1916年 - 鈴木勝、作詞家（+ 1971年）
- 1918年 - 近江俊郎、歌手、作曲家、映画監督（+ 1992年）
- 1918年 - 芦原義信、建築家（+ 2003年）
- 1920年 - 松林宗恵、映画監督（+ 2009年）
- 1921年 - パウル＝ハインリヒ・デーネ、ドイツ空軍のエース・パイロット（+ 1945年）
- 1924年 - 岡野弘彦、歌人、國學院大學名誉教授
- 1926年 - ダフマヌ・エル・ハラチ、シャアビ歌手、作曲家（+ 1980年）
- 1926年 - ヌオン・チア、政治家、カンプチア共産党党員(+ 2019年)
- 1928年 - 森禮子、小説家・劇作家（+ 2014年）
- 1929年 - 乙骨淑子、児童文学作家（+ 1980年）
- 1930年 - ハンク・モブレー、サクソフォーン奏者（+ 1986年）
- 1931年 - デイヴィッド・エディングス、ファンタジー小説家（+ 2009年）
- 1931年 - 芳野嶺元志、元大相撲力士（+ 2012年）
- 1931年 - 小川英雄、元プロ野球選手（+ 没年不詳）
- 1932年 - 鈴木康司、元プロ野球選手
- 1932年 - ジョー・ザヴィヌル、フュージョンシンセサイザー奏者（+ 2007年）
- 1935年 - 石橋雄哉、元アナウンサー、元札幌テレビ社長
- 1936年 - ジョー・シフェール、レーシングドライバー（+ 1971年）
- 1937年 - 塩野七生、小説家
- 1937年 - ジョヴァンニ・アリギ、社会学者（+ 2009年）
- 1938年 - 中島孝夫、官僚
- 1938年 - 星山晋徳、元プロ野球選手
- 1938年 - 木村軍治、元プロ野球選手
- 1940年 - リンゴ・スター、ミュージシャン
- 1940年 - クニ河内、ミュージシャン
- 1940年 - 鈴木悳夫、元プロ野球選手（+ 2007年）
- 1941年 - 島田順子、ファッションデザイナー
- 1942年 - 大和晃三郎、演歌歌手
- 1943年 - 西村宏、元プロ野球選手
- 1944年 - 横内龍三、実業家、銀行家、弁護士、元北洋銀行・札幌北洋ホールディングス代表取締役社長
- 1944年 - 木俣達彦、元プロ野球選手
- 1944年 - イアン・ウィルムット、発生学者、クローン羊「ドリー」作成の中心人物（+ 2023年）
- 1945年 - 池澤夏樹、小説家
- 1945年 - 山本泰、アマチュア野球指導者（+ 2020年）
- 1945年 - 鴇田忠夫、元プロ野球選手
- 1946年 - 葉祥明、絵本作家
- 1947年 - ギャネンドラ・ビール・ビクラム・シャハ、ネパール国王
- 1947年 - 浜口政信、元プロ野球選手
- 1948年 - 島尾伸三、写真家、作家
- 1948年 - 常富喜雄、ミュージシャン（猫）
- 1948年 - 西村眞悟、政治家
- 1948年 - 流敏晴、元プロ野球選手（+ 2016年）
- 1948年 - ホルヘ・ダルト、ピアニスト（+ 1987年）
- 1949年 - 上田正樹、歌手
- 1949年 - 坂場三男、外交官
- 1949年 - 山本孝史、政治家
- 1950年 - 福家三男、元サッカー選手、指導者
- 1950年 - 百武裕司、アマチュア天文家（+ 2002年）
- 1951年 - ミンキー・ヤス、タレント、アナウンサー
- 1951年 - 西井哲夫、元プロ野球選手
- 1951年 - 堀内工、プロゴルファー
- 1952年 - マイク・ウィーバー、プロボクサー
- 1952年 - 山本拓、政治家
- 1952年 - ヴァーツラフ・フデチェク、ヴァイオリニスト
- 1953年 - 研ナオコ、タレント、歌手
- 1954年 - 杉浦三六、プロ野球選手（+ 2014年）
- 1955年 - レン・バーカー、元プロ野球選手
- 1956年 - 大川隆法、宗教家、幸福の科学グループ創始者兼総裁（+ 2023年）
- 1957年 - ダン・グラッデン、元プロ野球選手
- 1958年 - 高橋利枝、化学者、薬学者（+ 2022年）
- 1958年 - 大西靖人、元空手道選手、政治家（+ 2003年）
- 1959年 - アレッサンドロ・ナニーニ、F1ドライバー
- 1959年 - 嬉野雅道、『水曜どうでしょう』カメラ担当ディレクター
- 1960年 - 王様、歌手
- 1962年 - ナンシー関、版画家、コラムニスト（+ 2002年）
- 1962年 - 藤井康雄、元プロ野球選手
- 1963年 - 小川勝也、政治家
- 1964年 - 堤真一、俳優
- 1964年 - 佐藤竜雄、アニメ監督
- 1964年 - 藤島康介、漫画家、イラストレーター
- 1964年 - 高山瑞穂、漫画家
- 1964年 - 髙橋一郎、官僚
- 1964年 - 清水雅治、元プロ野球選手
- 1964年 - 高橋美智子、元バスケットボール選手
- 1965年 - 郭建成、元プロ野球選手
- 1965年 - 金子恵美、政治家
- 1965年 - 西初恵、女優
- 1965年 - 東哲也、元プロ野球選手
- 1965年 - ほいけんた、ものまねタレント
- 1966年 - 青山知可子、女優
- 1966年 - 三木圭恵、政治家
- 1967年 - 西山秀二、元プロ野球選手
- 1968年 - チャック・ノブロック、元プロ野球選手
- 1968年 - ジョージャ・フォックス、女優
- 1970年 - エリック・ツァベル、自転車プロロードレース選手
- 1970年 - 竹中誉、政治家、岐阜県池田町長
- 1971年 - 樋口和人、格闘家
- 1972年 - 伊藤祐樹、元野球選手
- 1972年 - 仲尾あづさ、声優
- 1972年 - 朴晟佑、漫画家
- 1972年 - 星奈々、ものまねタレント
- 1972年 - 万永貴司、元プロ野球選手
- 1973年 - 大石真弘、NHKアナウンサー
- 1973年 - 高屋奈月、漫画家
- 1974年 - 柳家風柳、落語家
- 1974年 - ジェニファー・ジョーンズ、カーリング選手
- 1975年 - 片岡明日香、女優
- 1975年 - 高橋光信、元プロ野球選手
- 1975年 - ナシル、歌手
- 1977年 - アンディ・グリーン、元プロ野球選手
- 1977年 - 園部好德、声優
- 1977年 - 林弘典、アナウンサー
- 1978年 - MISIA、歌手
- 1978年 - 雷陣明、プロレスラー
- 1979年 - 仲田真紀子、フリーアナウンサー
- 1979年 - 小島美穂、女優、スーツアクター
- 1979年 - 森村ハニー、元AV女優
- 1980年 - 石本沙織、アナウンサー
- 1980年 - 国府田ひとみ、元AV女優、元ストリッパー
- 1980年 - ミシェル・クワン、フィギュアスケート選手
- 1980年 - 安藤正彦、バスケットボール選手
- 1980年 - ジョン・バック、元プロ野球選手
- 1981年 - 滝沢沙織、タレント
- 1981年 - 高橋弘樹、映像ディレクター
- 1981年 - 塀内久雄、元プロ野球選手
- 1981年 - シニスター・ゲイツ、ギタリスト
- 1982年 - 三遊亭志う歌、落語家
- 1982年 - 黒澤優、元女優
- 1982年 - 中野美穂、元子役、女優
- 1982年 - 大塚和征、元サッカー選手
- 1983年 - 名久井麻利、アナウンサー
- 1983年 - ルーク・モンツ、元プロ野球選手
- 1983年 - デュマス・ガルシア、元プロ野球選手
- 1984年 - 原田夏希、女優
- 1984年 - 伊藤陽佑、俳優
- 1984年 - 坂口智隆、元プロ野球選手
- 1984年 - 野本圭、元プロ野球選手
- 1984年 - 西村弘司、元サッカー選手
- 1984年 - 永島さや佳、元グラビアアイドル
- 1984年 - アルフレッド・フィガロ、プロ野球選手
- 1984年 - アルベルト・アクイラーニ、サッカー選手
- 1985年 - 松田かりな、グラビアアイドル
- 1985年 - ヌットサラ・トムコム、バレーボール選手
- 1985年 - レイソン・セプティモ、プロ野球選手
- 1986年 - 坪井俊樹、元プロ野球選手
- 1987年 - 稲坂亜里沙[12]、女優
- 1987年 - 下坂美織、囲碁棋士
- 1987年 - 平高奈菜、競艇選手
- 1987年 - 渡部博文、サッカー選手
- 1987年 - 石川沙織、元グラビアアイドル
- 1987年 - 靍岡賢二郎、元プロ野球選手
- 1987年 - 水谷允俊、元サッカー選手
- 1987年 - 渡邊和也、元陸上競技選手
- 1987年 - ひょうろく、お笑い芸人
- 1988年 - 青山友香、元バスケットボール選手
- 1989年 - 菜乃花、グラビアアイドル
- 1989年 - 三村裕幸、ハンドボール選手
- 1989年 - クリス・リード、フィギュアスケートアイスダンス選手（+ 2020年）
- 1990年 - 藤田恵名、歌手
- 1990年 - 山本まさみ、ファッションモデル
- 1990年 - 林家彦三、落語家、作家
- 1990年 - 白石夏美、AV女優
- 1990年 - 霜月るな、AV女優
- 1990年 - 平井七菜子、元AV女優
- 1990年 - リー・アディ、サッカー選手
- 1991年 - 油布郁人、陸上選手
- 1991年 - 天風浩一、大相撲力士
- 1991年 - 稲森彩、元アナウンサー
- 1991年 - コーディ・ガーブラント、総合格闘家
- 1992年 - 石原英秀、俳優
- 1992年 - 永井華子、アナウンサー
- 1992年 - 中井ゆかり、元グラビアアイドル
- 1993年 - 吉田夕梨花、カーリング選手
- 1993年 - 篠崎こころ、コスプレイヤー
- 1994年 - 伊藤夏帆、元ファッションモデル
- 1995年 - 楠本泰史、プロ野球選手
- 1995年 - 土肥星也、プロ野球選手
- 1995年 - 三沢直人、サッカー選手
- 1995年 - フランミル・レイエス、プロ野球選手
- 1995年 - コ・ジンヨン、プロゴルファー
- 1996年 - 相沢菜々子、モデル、タレント
- 1996年 - 天海由梨奈、声優
- 1996年 - 小島和哉、プロ野球選手
- 1997年 - 生田衣梨奈、歌手（モーニング娘。）
- 1997年 - 土生瑞穂、ファッションモデル（元櫻坂46）
- 1997年 - 長谷川ミラ、ファッションモデル、女優
- 1999年 - 森ひかる、トランポリン選手
- 1999年 - 川村文乃、アイドル（アンジュルム）
- 1999年 - ムサ・ディアビ、サッカー選手
- 1999年 - 大里昂生、プロ野球選手
- 2000年 - 早田ひな、卓球選手
- 2000年 - 釈迦遺、アイドル、モデル、元AV女優
- 2000年 - 撫子、キックボクサー
- 2001年 - 愛鈴、女優
- 2001年 - 那須ほほみ、女優、モデル、タレント
- 2001年 - 八木莉可子、モデル、女優
- 2001年 - 高橋七実、アイドル（元NGT48）
- 2001年 - HICO、歌手、パフォーマー
- 2002年 - 渡邉悠斗、プロ野球選手
- 2005年 - 松永里愛、アイドル（Juice=Juice）
- 2005年 - 小島凪紗、アイドル（櫻坂46）
- 2008年 - スカイ・ブラウン、プロスケートボーダー
- 生年不詳 - 秋乃茉莉、漫画家
- 生年不詳 - 或十せねか、漫画家
- 生年不詳 - 池田亜希子、声優
- 生年不詳 - 山岡ゆり、声優
- 生年不詳 - 和泉なゆ花、声優
- 生年不詳 - 須田勝也[13]、声優
- 生年不詳 - halca、歌手
- 生年不詳 - 叶、バーチャルYouTuber
- 生年不詳 - 篠原みなみ、アイドル、グラビアアイドル

## 忌日

### 人物
- 1021年（ 治安元年5月25日） -藤原顕光、平安時代中期の公卿（* 944年）
- 1307年 - エドワード1世、イングランド王（* 1239年）
- 1582年（天正10年6月18日） - 阿閉貞征、織田氏の家臣（* 1528年）
- 1588年（天正16年閏5月14日） - 佐々成政、武将（* 1536年）
- 1667年 - ニコラ・サンソン、地理学者、地図製作者（* 1600年）
- 1742年（寛保2年6月6日） - 早野巴人、俳人（* 1676年）
- 1747年（延享4年5月30日） - 太宰春台、儒学者（* 1680年）
- 1770年（明和7年6月15日） - 鈴木春信、浮世絵師（* 1725年）
- 1790年 - フランソワ・ヘムスターハウス（オランダ語版）、哲学者（* 1721年）
- 1816年 - リチャード・ブリンズリー・シェリダン、劇作家、政治家（* 1751年）
- 1879年 - ジョージ・カレブ・ビンガム、画家（* 1811年）
- 1890年 - アンリ・ネスレ、実業家、株式会社ネスレ創業者（* 1814年）
- 1898年 - ニコライ・ヤロシェンコ、画家（* 1846年）
- 1901年 - ヨハンナ・シュピリ、作家（* 1827年）
- 1922年 - カハル・ブルハ、アイルランドの民族主義活動家（* 1874年）
- 1927年 - ヨースタ・ミッタク＝レフラー、数学者（* 1846年）
- 1929年 - ヴィクトール・パリモフ、画家（* 1888年）
- 1930年 - アーサー・コナン・ドイル、小説家（* 1859年）
- 1932年 - アルトゥール・ロウレイロ、画家（* 1853年）
- 1939年 - ディーコン・ホワイト、元プロ野球選手（* 1847年）
- 1950年 - 二ールス・ブフ（英語版）、体操選手、教育者（* 1880年）
- 1950年 - ファッツ・ナヴァロ、トランペット奏者（* 1923年）
- 1953年 - 阪東妻三郎、映画俳優（* 1901年）
- 1956年 - ゴットフリート・ベン、詩人（* 1886年）
- 1957年 - 小石清、写真家（* 1908年）
- 1963年 - ジョ＝シャルル（英語版）、詩人（* 1892年）
- 1964年 - リリアン・コープランド、陸上競技選手（* 1904年）
- 1964年 - 小島一郎、写真家（* 1924年）
- 1965年 - モシェ・シャレット、政治家、イスラエル首相（* 1894年）
- 1970年 - ローラ・ナイト（英語版）、芸術家（* 1877年）
- 1970年 - 一力次郎、弁護士、実業家、元河北新報社社長（* 1893年）
- 1971年 - アブ・アイワークス、アニメーター（* 1901年）
- 1973年 - マックス・ホルクハイマー、哲学者、社会学者（* 1895年）
- 1973年 - ヴェロニカ・レイク、女優（* 1922年）
- 1974年 - レオン・シャムロイ、映画撮影監督（* 1901年）
- 1975年 - ヤコブ・ビヤークネス、気象学者（* 1897年）
- 1975年 - 荻原一青[14]、画家（* 1908年）
- 1976年 - グスタフ・ハイネマン、ドイツ連邦大統領（* 1899年）
- 1981年 - 泉山三六、政治家、第54代大蔵大臣（* 1896年）
- 1982年 - 坪田譲治、児童文学作家（* 1890年）
- 1982年 - 竹山祐太郎、政治家、元建設大臣・静岡県知事（* 1901年）
- 1982年 - 内藤良一、軍医、日本ブラッドバンク（後のミドリ十字）創業者（* 1906年）
- 1983年 - ハーマン・カーン、未来学者（* 1922年）
- 1988年 - 佐々木直、銀行家、第22代日本銀行総裁（* 1907年）
- 1992年 - 4代目春風亭柳好、落語家（* 1921年）
- 1992年 - ヨジー・バーテル、陸上競技選手、1952年ヘルシンキオリンピック金メダリスト（* 1927年）
- 1993年 - 高山岩男、哲学者（* 1905年）
- 1997年 - 奥むめお、婦人運動家、政治家（* 1895年）
- 1998年 - 佐々木達三、デザイナー、初代日本インダストリアルデザイナー協会理事長（* 1906年）
- 1999年 - 光瀬龍、SF作家（* 1928年）
- 2000年 - 山下憲治、編集者、クリエーター（* 1965年）
- 2001年 - 本山剛、銀行家、元秋田あけぼの銀行頭取（* 1931年）
- 2003年 - 鈴木一弘、政治家（* 1924年）
- 2003年 - 鈴木富子、声優（* 1956年）
- 2004年 - 高畠通敏、政治学者（* 1933年）
- 2004年 - 永井明、医師、医療ジャーナリスト（* 1947年）
- 2006年 - 野本礼三、声優（* 1930年）
- 2006年 - シド・バレット、ミュージシャン（* 1946年）
- 2007年 - アン・マクラーレン、生物学者（* 1927年）
- 2008年 - 奥富敬之、歴史学者、日本医科大学名誉教授（* 1936年）
- 2009年 - 早野三郎[15]、眼科医、岐阜大学元学長・名誉教授（* 1923年）
- 2009年 - 勝野七奈美、元歌手（* 1979年）
- 2011年 - ディック・ウィリアムズ、元プロ野球選手（* 1929年）
- 2011年 - ヨゼフ・スーク、ヴァイオリニスト（* 1929年）
- 2011年 - マヌエル・ガルバン、ギタリスト（* 1931年）
- 2012年 - 遠藤太津朗、俳優（* 1928年）
- 2012年 - 森晴秀、英文学者、神戸大学名誉教授（* 1933年）
- 2012年 - 坂本照雄、競輪選手（* 1972年）
- 2012年 - 野口晴男、編集者、元小学館専務取締役（* 1935年）
- 2013年 - 山口啓二、歴史学者（* 1920年）
- 2013年 - 金本源之助、ロシア文学者、早稲田大学名誉教授（* 1921年）
- 2014年 - ドナルド・ロス（英語版）、心臓外科医（* 1922年）
- 2014年 - 高山冨士雄、実業家、元安田信託銀行社長（* 1925年）
- 2014年 - 全秉浩、政治家（* 1926年）
- 2014年 - アルフレッド・ディ・ステファノ、サッカー選手、初代レアル・マドリード名誉会長（* 1926年）
- 2014年 - ディッキー・ジョーンズ、俳優、声優（* 1927年）
- 2014年 - エドゥアルド・シェワルナゼ、政治家、元ソ連外相、元グルジア大統領（* 1928年）
- 2014年 - 安部俊幸、ギタリスト、（元チューリップ）（* 1950年）
- 2015年 - 伊藤喜美、実業家、株式会社バロー（現バローホールディングス）創業者（* 1922年）
- 2015年 - 平泉渉、政治家、外交官、元科学技術庁長官・経済企画庁長官（* 1929年）
- 2015年 - 菊地雅章、ジャズピアニスト（* 1939年）
- 2016年 - 西沢祥平、元アナウンサー（* 1930年）
- 2016年 - 大堀太千男、官僚、第76代警視総監（* 1933年）
- 2016年 - 永六輔、作詞家、タレント（* 1933年）
- 2016年 - 池田弦、声楽家（* 1968年）
- 2018年 - 流政之、彫刻家、作庭家（* 1923年）
- 2018年 - 太田次郎、生物学者、植物学者、お茶の水女子大学名誉教授（* 1925年）
- 2018年 - ミシェル・ド・ブルボン＝パルム、レーシングドライバー、実業家（* 1926年）
- 2018年 - ジョン・ダンロップ、調教師（* 1939年）
- 2018年 - 下塚誠、俳優（* 1953年）
- 2019年 - 伊藤克、俳優、声優（* 1932年）
- 2019年 - 高林拓二、囲碁棋士（* 1942年）
- 2020年 - 眞崎知生、薬理学者、筑波大学・京都大学名誉教授（* 1934年）
- 2021年 - ディリープ・クマール、俳優（* 1922年）
- 2021年 - 矢嶋英敏、元官僚、実業家、元島津製作所社長（* 1935年）
- 2021年 - ロバート・ダウニー・シニア、俳優、映画監督、映画プロデューサー（* 1936年）
- 2021年 - カルロス・ロイテマン、元レーシングドライバー、政治家、元サンタフェ州知事（* 1942年）
- 2021年 - クリス・ヤングブラッド、元プロレスラー、元WWC世界タッグ王者（* 1966年）
- 2021年 - ジョブネル・モイーズ、政治家、第42代ハイチ大統領（* 1968年）
- 2021年 - 金熙虎、サッカー指導者（* 1981年）
- 2022年 - 朝尾直弘、歴史学者、京都大学名誉教授（* 1931年）
- 2022年 - 長嶺豊、元競艇選手（* 1943年）
- 2023年 - 久保友之、プロ野球選手、審判（* 1937年）
- 2023年 - 北村昭斎、漆芸家、人間国宝（* 1938年）
- 2023年 - 山本吉宣、国際政治学者、東京大学・青山学院大学名誉教授（* 1943年）
- 2023年 - 澤好摩、俳人（* 1944年）
- 2023年 - PANTA、ロックヴォーカリスト、作曲家、作詞家、俳優（* 1950年）
- 2024年 - 天野天街、劇作家（* 1960年）
- 2025年 - ガボール・ソモライ、化学者（* 1935年）
- 2025年 - 山下秀樹、株式会社集英社会長（* 1943年）

### 人物以外（動物など）
- 1975年 - ラフィアン、競走馬（* 1972年）

## 記念日・年中行事

### 七夕に関係するもの

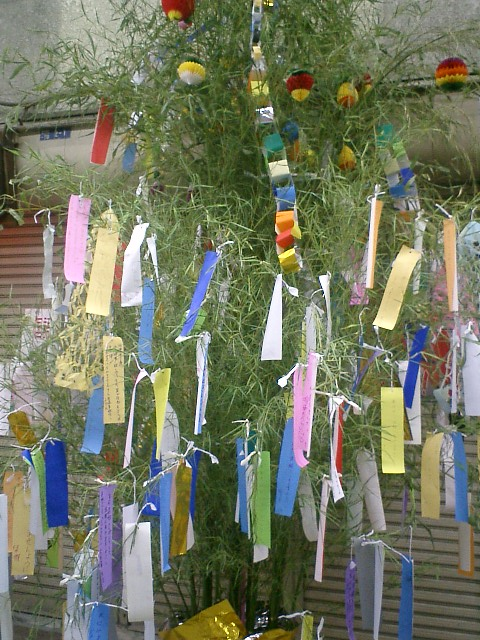
七夕の笹飾り
京阪土居駅前・旭通り商店街にて

- 七夕（ 日本）
五節句の一つ。
- エンゲージメントデー（ 日本）
エンゲージメント・プロジェクトが2012年に制定。七夕にちなみ、「一年に一度、大切な人との結びつきを思い出し、あらためて伝え、願い、それを重ねていく日」とした。
- 竹・たけのこの日（ 日本）
全日本竹産業連合会が1986年に制定。日本缶詰協会等の産物関係者の話し合いの席上で「かぐや姫が竹の中から生まれた日は7月7日ではないか」という話になり、この日に決定された。
- 川の日（ 日本）
建設省（現在の国土交通省）が近代河川制度100周年にあたる1996年に制定。七夕伝説の天の川のイメージがあり、7月は河川愛護月間であることから。
- 糸魚川・七夕は笹ずしの日（ 日本)
一般社団法人糸魚川青年会議所が制定。糸魚川の伝統文化である「笹ずし」を地域が一体となって発信していくのが目的。日付は7月7日の七夕が「笹の節句」と言われていることから。
- 七夕・そうめんの日（ 日本）
全国乾麺協同組合連合会が昭和57年（1982年）に制定。日本古来から伝わる五節句（1月15日七草・3月3日桃の節句・5月5日端午の節句・7月7日七夕・9月9日重陽の節句）の行事に欠かせない行事食「そうめん」が広く認知され、芸事に限らず恋愛・健康の願いごとが叶うよう七夕に「そうめん」を食べるよう、普及を図ることが目的[16]。
  - 恋そうめんの日（ 日本)
奈良県桜井市に本社を置く株式会社三輪山本が制定。七夕の日には、そうめんを食べて無病息災を願う風習があることと、風水では麺類は「恋愛運を高める食べ物」とされていることから[17]。
- ポニーテールの日（ 日本）
日本ポニーテール協会が1995年に制定。7月7日が七夕・ゆかたの日であり、織姫がポニーテールであることと、健康的でさわやかで、女性らしさをアピールできる髪型のポニーテールが浴衣に似合うことなどから[18][19]。
- ゆかたの日（ 日本）
日本ゆかた連合会が1981年に制定。乞巧奠（きっこうてん）の慣習と織女祭による。
- ギフトの日（ 日本）
全日本ギフト用品協会が1987年に制定。七夕は牽牛と織女が年に一度出会う日ということから。
- ハスカップの日（ 日本）
「ハスカップ」の魅力をより多くの人に知ってもらい味わってもらうことを目的に、美唄市農業協同組合、とまこまい広域農業協同組合厚真町ハスカップ部会、ハスカップ協会が連名で申請。日付は「ハスカップ」は二つの花から一つの実をつけることから「愛の契り」の花言葉があり、七夕の織姫と彦星のように離れた二人が出会える日にと7月7日にした。
- 香りの日（ 日本）
全国化粧品小売協同組合連合会中部ブロックが1991年に制定。七夕にちなみ、「化粧品を買ってプレゼントしよう」と販売促進のために提唱された。
- ドリカムの日（ 日本）
DREAMS COME TRUE（中村正人、吉田美和）の二人が所属するユニバーサルミュージック合同会社が制定。2016年に日本記念日協会から記念日に登録された。一年に一度「夢が叶う」日にとの二人の願いが込められている。日付は「七夕」の日は「夢が叶う」日にとの思いから[20]。

### その他
- 小暑（ 日本）
二十四節気の1つ。太陽の黄経が105度の時で、梅雨明けが近づき、暑さが本格的になるころ。日本では2040年代まで、平年はこの日が小暑となる（閏年は7月6日）。
- 冷やし中華の日（ 日本）
この日が二十四節気の小暑となることが多く、夏らしい暑さが始まる頃であることから。
- カルピスの日（ 日本）
カルピスを販売するアサヒ飲料が制定。日付はカルピスが発売された1919年（大正8年）7月7日から。
- 七瀬の日（ 日本）
歌手の相川七瀬が2005年から毎年この日に「七瀬の日」と題したライブを開催していることから[21]。
- 恋の日（ 日本）
2008年、恋をがんばる全ての人それぞれが主役になれる“恋の日”として、日本記念日協会が認定。きっかけは、ユニバーサルミュージックが同年7月2日に発売したコンピレーション・アルバムCD『恋のうた』[22]。
- ダヤン誕生日（ 日本）
池田あきこが創作した架空の国「わちふぃーるど」のメインキャラクター猫のダヤンの誕生日。ミステリアスな目が印象的なダヤンの魅力、世界観を感じてほしいとの願いが込められている[23]。
- セブンの日（ 日本）
各地でマツダ・RX-7オーナーのミーティングが行われ、その模様はクルマ雑誌(とりわけチューニングカー雑誌など)にしばしば掲載される[24]。
- 蛙とび行事（ 日本 奈良・吉野山 金峯山寺）
蛙飛びは蓮の花を蔵王権現に供える蓮華会の行事の一環として行われる。献花の法要が一段落すると、大きな蛙が外陣に現れ受戒導師の前に出てかしこまり、法力によって人間に立ち返る法要が始まる。白河天皇の時代、不心得な男が山伏を侮辱したので鷲の窟にさらされ、その後、男は後悔したので、金峯山寺の高僧が男を蛙の姿にして救い出し、蔵王権現の宝前でその法力によって人間に立ち返らせたという伝説を実演する[25]。
- 祇園会（ 日本 千葉・成田山新勝寺）
成田山新勝寺奥之院に奉安された「大日如来」に、五穀豊穣・万民豊楽・所願成就を祈願する祭礼。300年以上の歴史があり、例年7月7日から9日までの3日間開催される。祭礼期間中に限り光明堂裏手にある奥之院が開扉され、秘仏として洞窟の中にまつられている大日如来を参拝することができる[26]。
- 世界遺産の日（ 日本）
2004年のこの日、紀伊山地の霊場と参詣道が世界遺産に登録されたことを記念し、2005年3月に制定された和歌山県の世界遺産条例で定められた[27]。
- 特撮の日（ 日本）
2018年に福島県須賀川市に事務局を置く「特撮文化推進事業実行委員会」が制定。日付は「特撮の神様」と称される同市出身の円谷英二の誕生日から[28]。
- リアル脱出ゲームの日（ 日本）
リアル脱出ゲームを開催する株式会社SCRAPが2023年に制定。日付は2007年7月7日に初のリアル脱出ゲーム「謎解きの宴」が開催されたことから[29]。
- サバ・サバ（英語版）（ タンザニア）
1954年のこの日に、長らく同国の政権与党となっているタンザニア革命党の前身のタンガニーカ・アフリカ民族同盟 (TANU) が結成されたことを記念。「サバ」はスワヒリ語で7のことである。当初は農業国タンザニアの農民を賛える祝日であったが、現在は商業・産業振興の祝日となっており、この日を中心に旧首都のダルエスサラームで国際貿易博覧会が開かれる。
- 独立記念日（ ソロモン諸島）
1978年のこの日、ソロモン諸島がイギリスから独立した。